# Nowy Sojusz Flamandzki
Nowy Sojusz Flamandzki (niderl. Nieuw-Vlaamse Alliantie, N-VA) – belgijska partia polityczna o profilu konserwatywnym z Regionu Flamandzkiego.
Ugrupowanie opowiada się za secesją Flandrii, przeprowadzoną na drodze pokojowej. Głosi także postulaty wprowadzenia regulacji wymuszających używanie wyłącznie języka niderlandzkiego jako języka urzędowego w tym regionie.

## Historia
Partia powstała w 2001 w wyniku rozłamu w Unii Ludowej, która podzieliła się na socjalliberalny Spirit i zrzeszający działaczy prawicowego skrzydła N-VA. W 2003 sojusz wprowadził jednego posła w wyborach krajowych. Cztery lata później wystartował w kartelu wyborczym z flamandzkimi chadekami, co przyniosło mu początkowo 5 miejsc w parlamencie. Współpraca wyborcza tych formacji trwała od eurowyborów z 2004, została oficjalnie zakończona w 2008.
W 2009 Nowy Sojusz Flamandzki (podobnie jak pięć lat wcześniej) wprowadził jednego swojego przedstawiciela do Parlamentu Europejskiego (Friedę Brepoels). W tym samym roku N-VA podjął w Europarlamencie współpracę z Wolnym Sojuszem Europejskim. W przedterminowych wyborach parlamentarnych w 2010 partia pod hasłami stopniowej autonomizacji i rozdziału państwa zwyciężyła w Regionie Flamandzkim, uzyskując (w skali kraju) około 17,5% głosów, co przełożyło się na 27 mandatów w Izbie Reprezentantów i 9 w Senacie. Partia nie weszła jednak do koalicji rządowej.
W 2014 sojusz wygrał w Belgii wybory europejskie, wybory do Parlamentu Flamandzkiego, a także ponownie do Izby Reprezentantów, gdzie z wynikiem 20,3% głosów wprowadził 33 posłów. Po kilkumiesięcznych negocjacjach sojusz dołączył do koalicji tworzącej nowy gabinet, na czele którego stanął Charles Michel. W 2018 N-VA, sprzeciwiając się przyjęciu Światowego Paktu w sprawie Migracji, opuścił koalicję rządową. W 2019 partia ponownie zajęła pierwsze miejsce we Flandrii w wyborach europejskich, a także w krajowych (16,0% głosów i 25 miejsc w niższej izbie federalnego parlamentu). W 2024 utrzymało trzyosobową reprezentację w Europarlamencie. Uzyskało również ponownie największą reprezentację w Izbie Reprezentantów (16,7% głosów i 24 mandaty). Pod koniec stycznia 2025 N-VA zawarł porozumienie z MR, LE, Vooruit oraz CD&V w sprawie utworzenia koalicji rządowej na szczeblu federalnym. 3 lutego 2025 przewodniczący partii Bart De Wever objął urząd premiera Belgii.

## Przewodniczący
- 2001–2004: Geert Bourgeois
- 2004–2025: Bart De Wever
- 2025: Steven Vandeput (p.o.)[11]
- od 2025: Valerie Van Peel[12]

## Wyniki wyborcze

### Wybory do Izby Reprezentantów
- 2003: 3,1% głosów, 1 mandat[13]
- 2007: 18,5% głosów, 30 mandatów – kartel wyborczy z partią CD&V[14]
- 2010: 17,4% głosów, 27 mandatów[15]
- 2014: 20,3% głosów, 33 mandatów[16]
- 2019: 12,0% głosów, 18 mandatów[17]
- 2024:  16,7% głosów, 24 mandatów[18]

### Wybory do Parlamentu Flamandzkiego
- 2004: 26,1% głosów, 35 mandatów – kartel wyborczy z partią CD&V[19]
- 2009: 13,1% głosów, 16 mandatów[20]
- 2014: 31,9% głosów, 43 mandatów[21]
- 2019: 24,8% głosów, 35 mandatów[22]
- 2024: 23,9% głosów, 31 mandatów[23]

### Wybory do Parlamentu Europejskiego
- 2004: 17,4% głosów, 4 mandaty – kartel wyborczy z partią CD&V[24]
- 2009: 6,1% głosów, 1 mandat[25]
- 2014: 16,8% głosów, 4 mandaty[26]
- 2019: 14,2% głosów, 3 mandaty[27]
- 2024: 14,0% głosów, 3 mandaty[28]